# 時計師

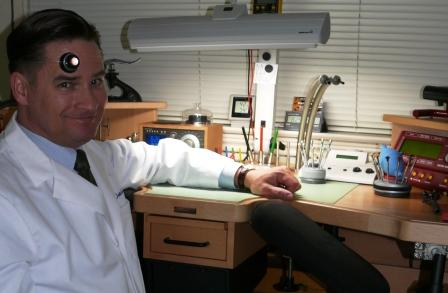
現代の時計師と作業場。時計の小さな部品を見やすくするためにヘッドルーペを装着している。

時計師または時計職人（英：Watchmaker）とは、時計（特に腕時計）の製造と修理を行う職人である。かつての時計師は全ての部品を手作業で製造・組み立てを行う熟練の職人だったが、工場での製造が一般化した現代においては、専ら時計の修理のみを行っている。なお英単語の「ウォッチメーカー」は基本的に懐中時計・腕時計の職人を指し、置き時計を含む時計職人全般は「クロックメーカー」（en:Clockmaker）と呼ばれ、区別される。

## 職業訓練
時計師として時計の製造・販売を行う場合、かつてのイギリスでは、徒弟制度による7年間の修業を経て、ロンドンのen:Worshipful Company of Clockmakersなどのギルドに加入することが義務付けられていた。
現代では、英国時計研究所（BHI）が提供している研修コースや、WOSTEP（Watchmakers of Switzerland Training and Educational Program）方式のカリキュラムを採用した世界各地の学校のいずれかで研修を受けることで時計師になることができる。

## 著名な時計師
- ジャン＝ジャック・ブランパン（英語版） - ブランパン創業者。
- フェルディナント・ベルトゥー
- アブラアム＝ルイ・ブレゲ - ブレゲ創業者。ミニッツリピーター、トゥールビヨン、パーペチュアルカレンダーなどの複雑機構を発明。
- ジョン・アーノルド
- トーマス・アーンショウ
- ジャン＝マルク・ヴァシュロン（英語版） - ヴァシュロン・コンスタンタン創業者。
- ジョージ・ダニエルズ - コーアクシャル脱進機を発明。
- ジョン・ハリソン
- ピーター・ヘンライン
- クリスティアーン・ホイヘンス - 振り子時計を制作。
- トーマス・マッジ
- ジョージ・グラハム
- トーマス・トンピオン
- ジェラルド・ジェンタ
- 浅岡肇 - 日本初となるトゥールビヨン搭載腕時計を制作

## 書籍
- Fried, Henry B. (2013). The Watch Repairer's Manual. Vermont: Echo Point Books & Media, LLC. ISBN 978-1-6265-4998-2